# 坎伯蘭 (堪薩斯州)
坎伯蘭（英語：Cumberland）是位於美國堪薩斯州托馬斯縣的一個鬼鎮。

## 歷史
坎伯蘭的郵政局於1880年設立，直到1887年結束營運。

## 地理
坎伯蘭所處的海拔為高於海平面915米（即3002英呎），而該地所採用的時區為UTC-6，即北美中部時區（CST）。同時該地設有夏令時間，為UTC-6調快一小時，即UTC-5（CDT）。